# Eupithecia subfoveata
Eupithecia subfoveata là một loài bướm đêm trong họ Geometridae.